# Darwin-érem
A Darwin-érem egyike a Royal Society érmeinek a 10 közül. Páros években osztják ki a biológia területén illetve azokon a határterületeken, amelyeken Charles Darwin dolgozott.

## A díjazottak
- 2020 Robert A. Martienssen
- 2019 Peter Holland
- 2018 Bill Hill
- 2016 Caroline Dean
- 2014 John Sutherland
- 2012 Timothy Clutton-Brock
- 2010 Bryan Clarke
- 2008 Geoff Parker
- 2006 Nick Barton
- 2004 Enrico Coen és Rosemary Carpenter
- 2002 Peter Grant és Rosemary Grant
- 2000 Brian Charlesworth
- 1998 Michael Gale és Graham Moore
- 1996 John Sulston
- 1994 Peter Lawrence
- 1992 Motoo Kimura
- 1990 John Harper
- 1988 William Donald Hamilton
- 1986 John Maynard Smith
- 1984 Ernst Mayr
- 1982 John Heslop-Harrison és Yolande Heslop-Harrison
- 1980 Sewall Wright
- 1978 Guido Pontecorvo
- 1976 Charlotte Auerbach
- 1974 Philip Sheppard
- 1972 David Lack
- 1970 Charles Sutherland Elton
- 1968 Maurice Yonge
- 1966 Harold Munro Fox
- 1964 Kenneth Mather
- 1962 George Gaylord Simpson
- 1960 Edred John Henry Corner
- 1958 Gavin de Beer
- 1956 Julian Sorell Huxley
- 1954 Edmund Brisco Ford
- 1952 John Burdon Sanderson Haldane
- 1950 Felix Eugen Fritsch
- 1948 Ronald Fisher
- 1946 D’Arcy Thompson
- 1944 John Stanley Gardiner
- 1942 David Meredith Seares Watson
- 1940 James Peter Hill
- 1938 Frederick Orpen Bower
- 1936 Edgar Johnson Allen
- 1934 Albert Charles Seward
- 1932 Carl Erich Correns
- 1930 Johannes Schmidt
- 1928 Leonard Cockayne
- 1926 Dukinfield Henry Scott
- 1924 Thomas Hunt Morgan
- 1922 Reginald Punnett
- 1920 Rowland Biffen
- 1918 Henry Fairfield Osborn
- 1916 Yves Delage
- 1914 Edward Bagnall Poulton
- 1912 Francis Darwin
- 1910 Roland Trimen
- 1908 August Weismann
- 1906 Hugo de Vries
- 1904 William Bateson
- 1902 Francis Galton
- 1900 Ernst Haeckel
- 1898 Karl Pearson
- 1896 Giovanni Battista Grassi
- 1894 Thomas Henry Huxley
- 1892 Joseph Dalton Hooker
- 1890 Alfred Russel Wallace